# Аксоранський сільський округ
Аксора́нський сільський округ (каз. Ақсораң ауылдық округі, рос. Аксоранский сельский округ) — адміністративна одиниця у складі Сандиктауського району Акмолинської області Казахстану. Адміністративний центр — село Новонікольське.
Населення — 1012 осіб (2021; 1425 у 2009, 2018 у 1999, 2215 у 1989).
Станом на 1989 рік існувала Новонікольська сільська рада (села Кумдиколь, Меньшиковка, Мисок, Новонікольське, Смольне). До 2023 року округ називався Новонікольським.

## Склад
До складу округу входять такі населені пункти:
| Населений пункт      | Населення, осіб (1989) | Населення, осіб (1999) | Населення, осіб (2009) | Населення, осіб (2021) |
| -------------------- | ---------------------- | ---------------------- | ---------------------- | ---------------------- |
| Кумдиколь, село      | 452                    | 409                    | 274                    | 153                    |
| Маралди, село        | 350                    | 353                    | 289                    | 202                    |
| Меньшиковка, село    | 429                    | 374                    | 178                    | 122                    |
| Новонікольське, село | 845                    | 727                    | 585                    | 478                    |
| Смольне, село        | 139                    | 155                    | 99                     | 57                     |